# Syllepte polydonta
Syllepte polydonta là một loài bướm đêm trong họ Crambidae.